# Fritz Walter (futbolista nacido en 1960)
Fritz Walter (Mannheim, 21 de julio de 1960) es un exfutbolista alemán. En 1992, cuando ganó la Liga con el VfB Stuttgart, fue máximo goleador de la Bundesliga anotando 22 goles.

## Palmarés

### Campeonatos nacionales
| Título           | Club          | País     | Año  |
| ---------------- | ------------- | -------- | ---- |
| Liga de Alemania | VfB Stuttgart | Alemania | 1992 |

### Distinciones individuales
| Distinción                             | Año  |
| -------------------------------------- | ---- |
| Máximo goleador de la Liga de Alemania | 1992 |

- Datos: Q62162